# Herbert Leupold
Herbert Leupold, né le 20 juin 1908 à Walim (Pologne) et mort le 22 décembre 1942, est un fondeur allemand. Il est également un coureur de patrouille militaire.

## Biographie
Son plus grand succès international prend lieu aux Championnats du monde 1934, où il est médaillé d'argent du relais avec Walter Motz, Josef Schreiner et Willy Bogner.
Il est sixième du relais de ski de fond aux Jeux olympiques d'hiver de 1936 et cinquième de la patrouille militaire, en démonstration cette année. Nationalement, il est triple champion du cinquante kilomètres.
Il est mort à Navaginskaya au kraï de Krasnodar en URSS en 1942, lors de la Seconde Guerre mondiale.

## Palmarès

### Championnats du monde
- Mondiaux 1934 à Solleftea :
  -  Médaille d'argent en relais 4 × 10 km.